# 山野好章
山野 好章（やまの よしあき、1939年または1940年 - ）は、日本の地方公務員。神奈川県企画部長、同公営企業管理者、同代表監査委員を歴任。瑞宝小綬章受章。

## 人物・経歴
神奈川県庁入庁後、1993年 (平成5年) 4月 室谷千英の後任として渉外部長、企画部長、1997年4月に同職を加瀬昇と交代し志手征吉の後任として公営企業管理者企業庁長に就任した。
1999年5月に同職を伊藤啓三と交代し県庁を退庁。
同年6月に株式会社ケーエスピー第5代代表取締役社長に就任。そして、2003年5月に山田長満を後任に退任。同年7月に監査委員に就任し、代表監査委員を務めた後に2007年7月に退任した。

## 栄典
- 2013年11月 秋の叙勲で地方自治功労により瑞宝小綬章を受章した[1]。